# St. Peter und Paul (Benzingen)

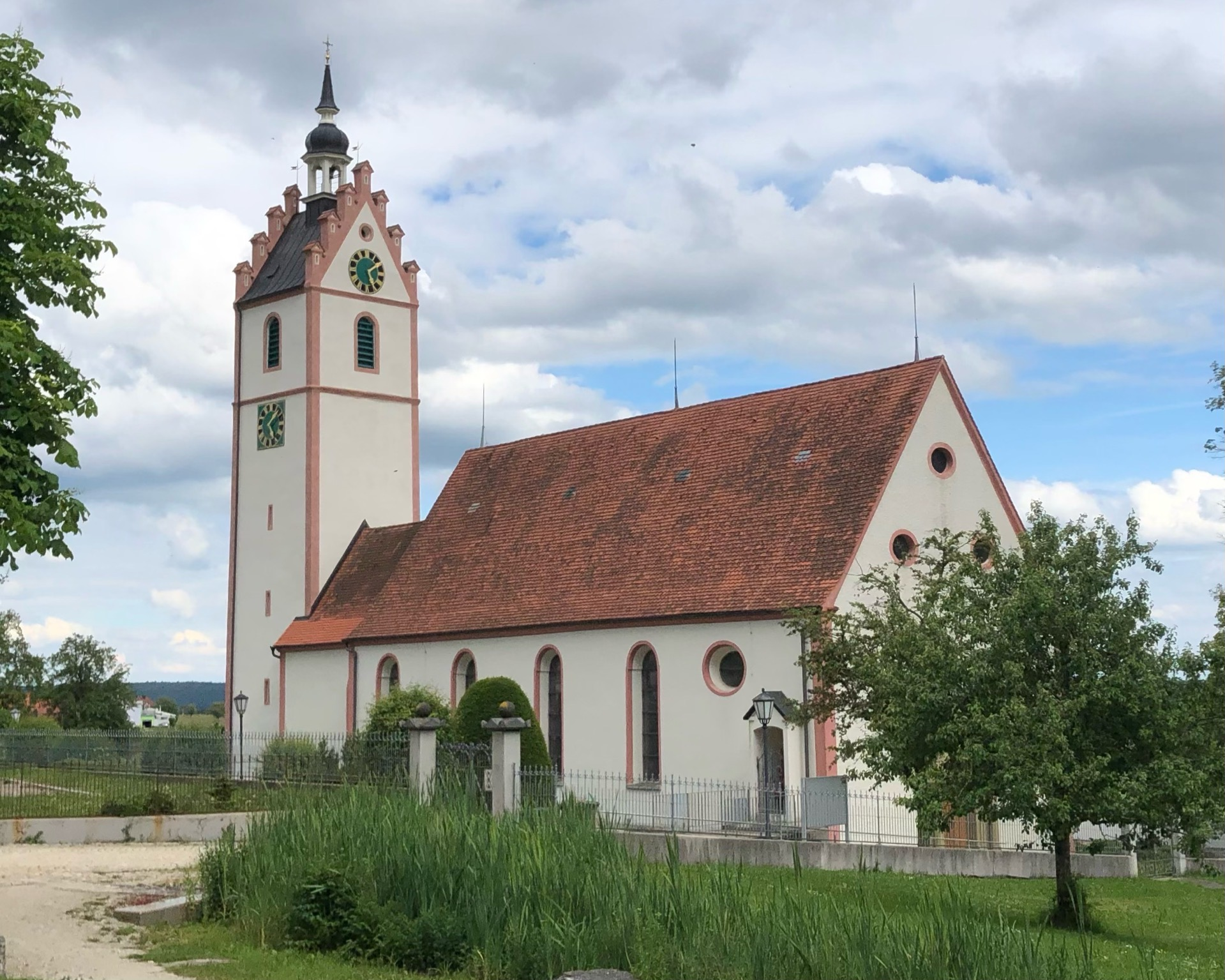
St. Peter und Paul in Benzingen

Die römisch-katholische Pfarrkirche St. Peter und Paul steht in Benzingen, einem Gemeindeteil der Gemeinde Winterlingen im Zollernalbkreis in Baden-Württemberg. Sie gehört zum Erzbistum Freiburg. Die Kirche ist als Denkmal beim Landesamt für Denkmalpflege Baden-Württemberg eingetragen.

## Beschreibung

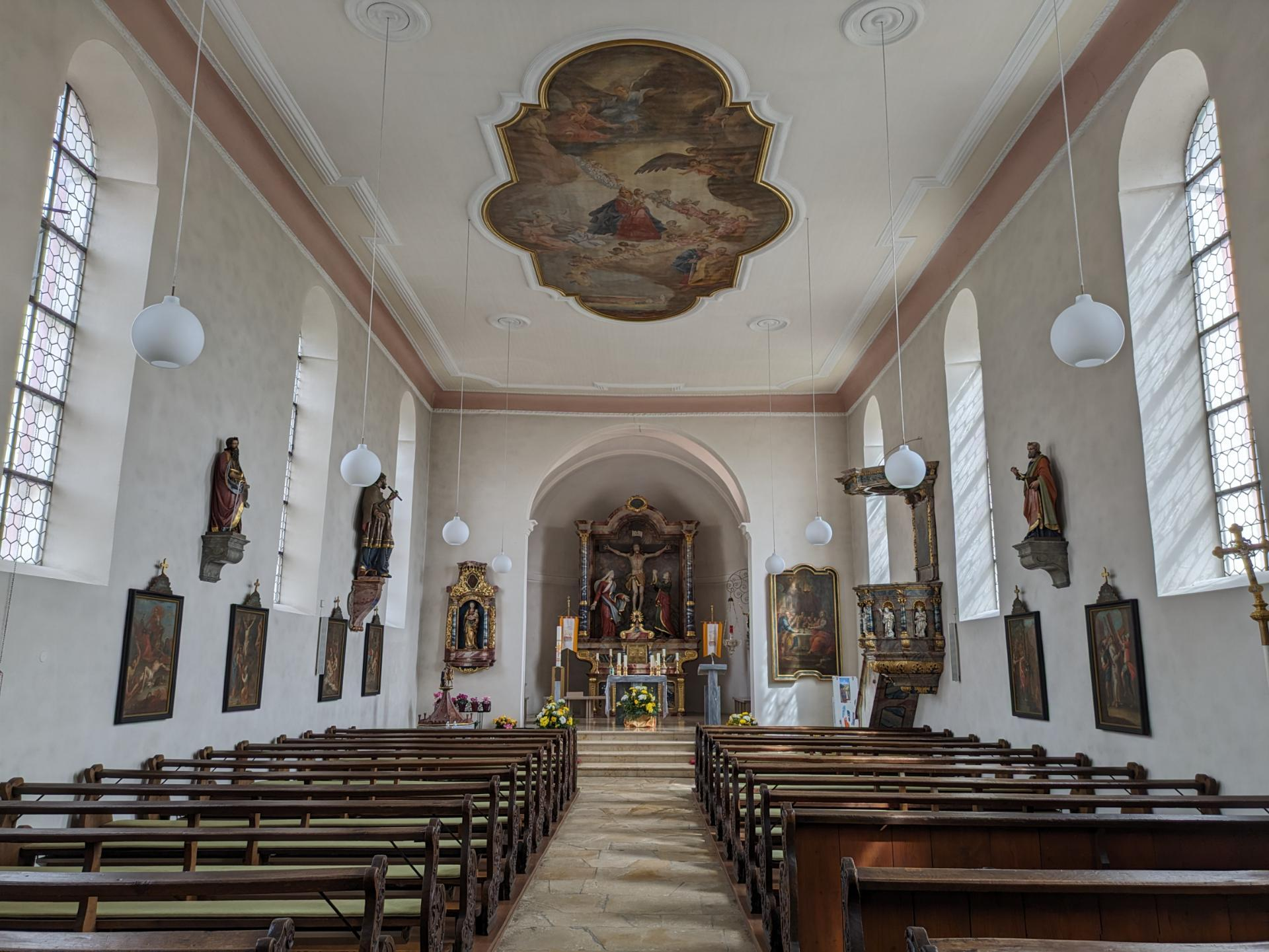
Blick zum Chor

Der Chor der Saalkirche ist romanischen Ursprungs. An ihn wurde das Langhaus angebaut, das 1733 nach Westen verlängert wurde. Der Kirchturm wurde 1688 an die Ostseite des Chors angebaut, aus dessen Satteldach zwischen den beiden Staffelgiebeln sich ein offener Dachreiter erhebt. Zur Kirchenausstattung gehört eine 1732 von Johann Joseph Christian gebaute Kanzel, die mit Statuen der vier Evangelisten versehen ist. 
Die Orgel auf der Empore im hinteren Teil der Kirche wurde 1979 als Opus 39 von Winfried Albiez gebaut. Sie hat einen Umfang von 20 Registern auf zwei Manualen und Pedal.
Im Kirchturm hängen sechs Kirchenglocken aus Bronze. Die vier größeren wurden 1957 in der Glockengießerei Kurtz in Stuttgart gegossen. Die beiden anderen, kleinen Glocken stammen von unbekannten Gießern aus historischer Zeit. Die kleinste Glocke ist die Taufglocke, die nicht zum Hauptgeläut gehört und lange im offenen Dachreiter des Glockenturms hing, bevor sie in den hölzernen Glockenstuhl integriert wurde.
| Glocke | Gussjahr | Durchmesser | Gewicht | Schlagton |
| ------ | -------- | ----------- | ------- | --------- |
| 1      | 1957     | 1187 mm0    | 980 kg  | e′+7      |
| 2      | 1957     | 994 mm      | 578 kg  | g′+8      |
| 3      | 1957     | 890 mm      | 416 kg  | a′+8      |
| 4      | 1957     | 744 mm      | 246 kg  | c″+8      |
| 5      | 14. Jh.  | 720 mm      | 200 kg  | d″+11     |
| 6      | 1572     | 540 mm      | 095 kg  | a″+1      |